# Islandschaf
Das Islandschaf ist eine Schafrasse, die zu den Nordischen Kurzschwanzschafen zählt. Islandschafe sind mittelgroß, haben in der Regel kurze Beine und sind kräftig gebaut. Das Gesicht und die Beine der Schafe sind frei von Wolle, die 17 verschiedene Farbtöne von weiß über braun bis schwarz annehmen kann. Weil die Schafe vor dem Winter normalerweise nicht geschoren werden, sind die Schafe wegen ihres dichten Fells sehr kältetolerant.
Bei der Rasse wurde ein bestimmtes Gen entdeckt, das Mehrlingsgeburten begünstigt. Zwillingsgeburten sind die Regel, doch es können Drillinge, Vierlinge und in sehr seltenen Fällen sogar Fünflinge oder Sechslinge geboren werden. Die Lämmer werden mit etwa 11–12 Monaten geschlechtsreif. Eine Besonderheit innerhalb der Rasse ist das Anführer-Schaf mit seiner vererbten Fähigkeit oder Veranlagung, andere Schafe sicher über gefährliches Gelände zu führen.

## Geschichte
Islandschafe stammen von einer Rasse ab, die vor 1100–1200 Jahren von den Wikingern nach Island gebracht wurde. Weil sie sich über tausend Jahre an das raue Klima anpassen konnten, gelten sie als sehr robuste Schafrasse und trugen einen erheblichen Teil zur Ernährung der dortigen Bevölkerung bei, da die Schafzucht im Winter wegen der ungünstigen klimatischen und geografischen Lage die einzige Möglichkeit war, frische Nahrung zu bekommen.

## Haltung
Es gibt etwa 500.000 Islandschafe in Island. Zum Schutz vor Überweidung gibt es eine Obergrenze an Tieren.

### Haltungsweise
Die Tiere werden von ihrem jeweiligen Besitzer markiert und im Frühjahr im Zentrum Islands sich selbst überlassen. Dort ziehen sie frei umher, werden jedoch sofort getötet, wenn sie die durch Zäune oder natürliche Hindernisse gesicherten Bezirksgrenzen überwinden. Die Tötung dient der Seuchenprävention. Islandschafe können auch schwimmen. Im Herbst findet das Réttir statt, der Viehabtrieb der Islandschafe. Hieran beteiligen sich sehr viele Menschen von jung bis alt, nicht nur die Tierhalter selber und sogar Touristen. Die Tiere werden alle gesammelt und anschließend anhand der Markierungen nach Besitzer sortiert und überwintern dann in deren Ställen.

## Nutzung

### Fleisch

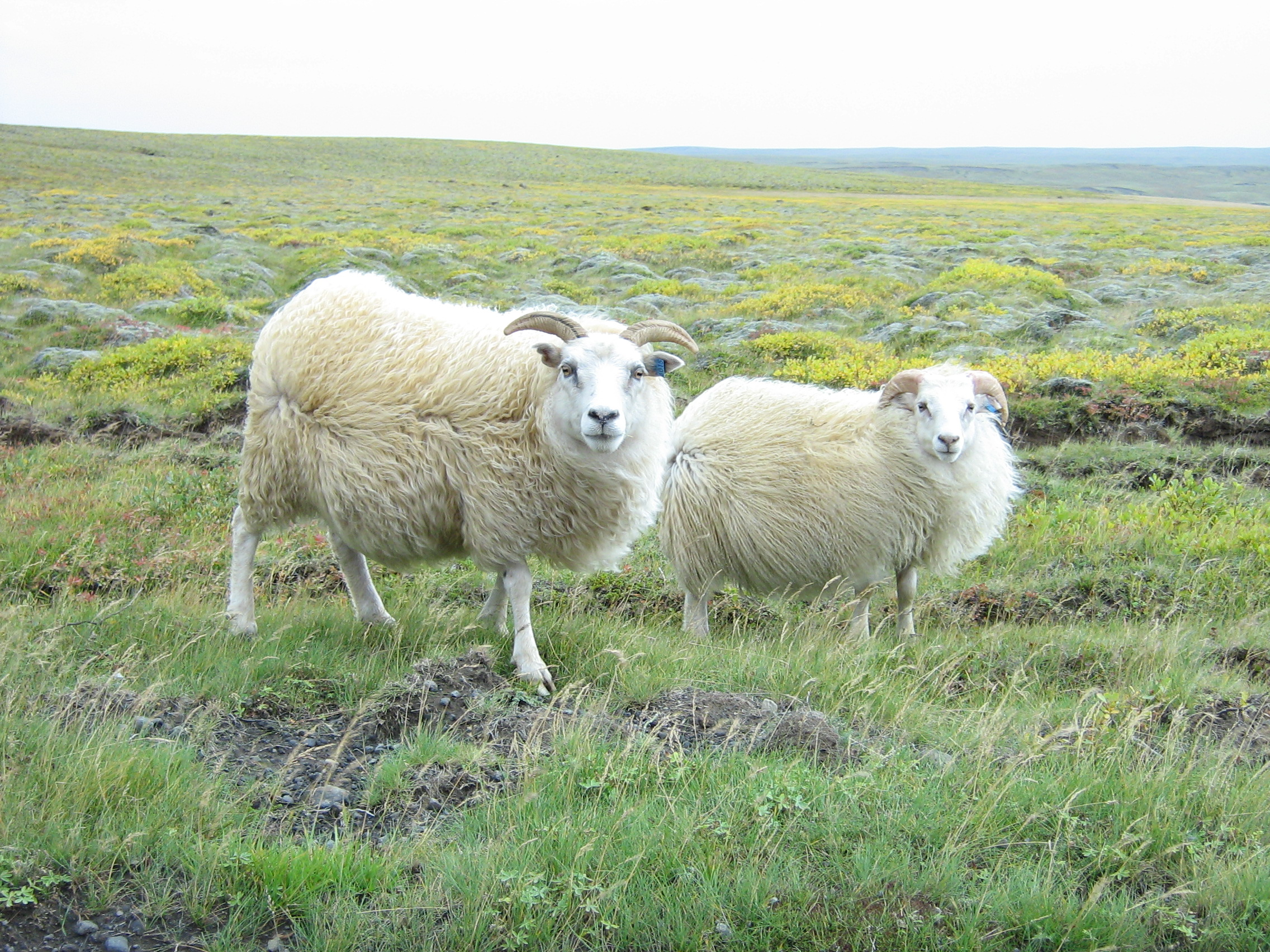
Freilaufende Schafe im Þingvellir Nationalpark

In Island werden die anspruchslosen Schafe, die sich nur von Gras und Heu ernähren, hauptsächlich zur Fleischgewinnung genutzt.
Die Lämmer können im Alter von vier bis fünf Monaten geschlachtet werden und wiegen dann etwa 32–41 Kilogramm. Das Fleisch ist sehr schmackhaft und gilt als Delikatesse.

### Wolle
Die Wolle der Islandschafe weist zwei unterschiedliche Fasersorten auf: die Deckhaare, die Tog genannt werden, und die Unterwolle namens Þel (Thel). Das Tog besteht aus mitteldicken Haaren (~ 27 Mikrometer Durchmesser) und wird zum Weben von haltbarer Kleidung verwendet; die feineren Fasern des Thel sind nur etwa 20 Mikrometer dick und werden für Kleidungsstücke verwendet, die direkt auf der Haut getragen werden sollen.
Zusammen werden Tog und Thel zur Herstellung von Lopi verwendet, eines sehr leicht gedrehten Garnes, das nur aus der Wolle von Islandschafen hergestellt wird.

### Milch
Früher wurden Islandschafe auch zur Milchgewinnung verwendet. Nach der Geburt der Lämmer geben die Mutterschafe 8 Wochen lang Milch, wobei die Lämmer bereits nach zwei Wochen entwöhnt wurden und für die nächsten sechs Wochen das Schaf gemolken wurde. Die meisten Schafe liefern etwa 1 Liter Milch am Tag, doch Mengen bis zu 3 Litern sind keine Seltenheit. Nach dem Melken wurde die Milch entweder getrunken oder zu Butter, Skyr oder Joghurt verarbeitet. Die Milch der Schafe ist wegen eines hohen Fettgehalts gut zur Käseherstellung geeignet.
Heute werden die Schafe in der Regel nicht mehr gemolken.

## Ökologische Auswirkungen der Schafhaltung
Die Almwirtschaft in Island führte in Verbindung mit Rodung zu einer drastischen Reduzierung des ursprünglichen Gehölzbestandes der Insel. War die Landoberfläche Islands vor den ersten Siedlern noch zu 65 % von Vegetation und dichten Wäldern bedeckt, so sind es heute lediglich 1,9 %. Auch sorgt diese Form der Schafhaltung dafür, dass sich die restlichen bestehenden Wälder nicht natürlich ausbreiten können, sondern des Eingriffes des Menschen bedürfen. So müssen zum Beispiel Forstkulturen eingezäunt werden. Infolgedessen gibt es auf Island heutzutage große Probleme mit Bodenerosion und es bilden sich Wüsten, die wiederum zusammen mit den fehlenden Windbrechern in Form von Wäldern Sandstürme auftreten lassen. Auch setzt der erodierende Boden große Mengen an Kohlenstoffdioxid (CO2) frei und verstärkt somit die menschengemachte Globale Erwärmung.